# Episodi di Yes! Pretty Cure 5

Logo occidentale della serie

Lista degli episodi di Yes! Pretty Cure 5, quarta serie anime di Pretty Cure, trasmessa in Giappone su TV Asahi dal 4 febbraio 2007 al 27 gennaio 2008. In Italia è stata trasmessa su Rai 2 dal 15 maggio al 19 agosto 2009.
La sigla originale di apertura, Precure 5, Smile go go! (プリキュア５、スマイル ｇｏ ｇｏ！?), è cantata da Mayu Kudō, Young Fresh con mayumi & yuka, mentre quelle di chiusura, Kirakira shichatte MY True Love! (キラキラしちゃって ＭＹ Ｔｒｕｅ Ｌｏｖｅ！?) per gli ep. 1-32 e Ganbalance de Dance ~Yumemiru kiseki-tachi~ (ガンバランスｄｅダンス ～夢見る奇跡たち～?) per gli ep. 33-49, da Kanako Miyamoto. La sigla italiana, invece, Pretty Cure 5 Smile Go Go!, è interpretata da Giorgia Alissandri e Alessia Alissandri.
In Italia sono andati in onda soltanto 48 dei 49 episodi totali: l'episodio 27, Rin ha un appuntamento con un affascinante fantasma!?, non è stato trasmesso.

## Lista episodi
| Nº | Titolo italiano Giapponese 「Kanji」 - Rōmaji - Traduzione letterale | In onda           | In onda        |
| Nº | Titolo italiano Giapponese 「Kanji」 - Rōmaji - Traduzione letterale | Giapponese        | Italiano       |
| 1  | Una nuova Pretty Cure 「希望のプリキュア誕生！」 - Kibō no Purikyua tanjō! – "È nata la Pretty Cure della Speranza!" | 4 febbraio 2007   | 15 maggio 2009 |
| 1  | Nozomi Yumehara è una ragazza gentile e maldestra, ma forte e decisa. Una mattina, mentre sta camminando verso la fermata dell'autobus, vede una farfalla rosa e decide di seguirla in un vicolo, nel quale si scontra con un ragazzo. Rimasta particolarmente affascinata, Nozomi desidera rincontrarlo e succede nella biblioteca della scuola, quando trova per caso il Dream Collet, ovvero il libro dei sogni. Il ragazzo si rivela essere una creatura del Regno di Palmier di nome Coco e spiega che il suo compito è proteggere proprio il Dream Collet appena ritrovato, grazie al quale è possibile esaudire qualunque desiderio una volta raccolti tutti i suoi cinquantacinque Pinky, dalla malvagia Nightmare Company. Nel momento in cui Girinma, dipendente della compagnia nemica, viene a reclamare l'oggetto, Nozomi capisce l'importanza che ha per Coco e decide di aiutarlo; la sua fermezza attira la farfalla rosa vista precedentemente che muta nel Pinky Catch, permettendole di trasformarsi nella Pretty Cure del Sogno, Cure Dream. La guerriera riesce a mettere in fuga il nemico e Coco spiega lei che, per completare il Dream Collet coi Pinky e ripristinare così il suo regno distrutto dai Nightmare, ha bisogno di altre quattro Pretty Cure al suo fianco.               |                   |                |
| 2  | Benvenuta Cure Rouge! 「情熱全開キュアルージュ！」 - Jōnetsu zenkai Kyua Rūju! – "Piena di Passione, Cure Rouge!" | 11 febbraio 2007  | 18 maggio 2009 |
| 2  | Nozomi racconta di essere diventata una Pretty Cure alla sua migliore amica, la sportiva Rin Natsuki, che però non la crede e rifiuta quando le viene proposto di unirsi alla battaglia. Nel frattempo Coco chiarisce lo scopo dei Nightmare contro cui le Leggendarie Guerriere dovranno scontrarsi e, in forma umana, per stare più vicino a Nozomi, si presenta come nuovo insegnante alla Cinq Lumière sotto il nome di Kokoda. Quando Nozomi è costretta a trasformarsi per combattere Girinma, Rin capisce che l'amica non le ha mentito e le chiede di smettere di fare cose pericolose; tuttavia, poiché la conosce fin dall'infanzia e spesso l'ha tirata fuori dai guai, accetta che la farfalla rossa muti nel suo Pinky Catch, permettendole di trasformarsi nella Pretty Cure della Passione, Cure Rouge, e sconfiggendo assieme a lei il nemico. |                   |                |
| 3  | Cure Lemonade 「はじけるプリキュアは誰？」 - Hajikeru Purikyua wa dare? – "Chi è la Pretty Cure Effervescente?" | 18 febbraio 2007  | 20 maggio 2009 |
| 3  | Dopo averle viste in azione a loro insaputa, la dolce Urara Kasugano chiede informazioni a Nozomi e Rin sulle Pretty Cure. Nozomi, però, decide di portarla a fare un giro della scuola poiché vi si è trasferita da poco, saltando tuttavia le lezioni. Le due stringono subito amicizia, mentre Urara racconta del suo sogno di diventare un'attrice di teatro affermata, nonostante per il momento si limiti a ruoli minori nel cinema e in televisione, che la portano spesso a stare sola per ripassare i copioni. Entrambe vengono attaccate da Gamao, altro dipendente della Nightmare, e Urara viene sollecitata a scappare, ma torna indietro quando pensa alle sue nuove amiche in pericolo; la farfalla gialla avverte il desiderio della ragazza e, mutando nel suo Pinky Catch, le permette di diventare la Pretty Cure della Freschezza, Cure Lemonade. Insieme a Cure Rouge e Cure Dream, la terza guerriera rimanda indietro il nemico, ma a fine combattimento deve scontare la punizione con Nozomi per aver saltato le lezioni. |                   |                |
| 4  | Cure Mint 「やすらぎのキュアミント！」 - Yasuragi no Kyua Minto! – "Cure Mint della Tranquillità!" | 25 febbraio 2007  | 22 maggio 2009 |
| 4  | L'educata Komachi Akimoto e la raffinata presidentessa del consiglio studentesco Karen Minazuki indagano sugli ultimi strani eventi verificatisi nella scuola e sospettano che in tutto ciò c'entrino Nozomi, Rin e Urara. Le tre ragazze allora confessano ad entrambe di essere delle guerriere che combattono il male, ma non vengono credute. Komachi, incuriosita, chiede ulteriori informazioni sul racconto, visto che lei adora i romanzi e sogna di diventare una scrittrice in futuro. Tuttavia Arachnea della Nightmare Company colpisce le Pretty Cure, pretendendo che le venga consegnato il Dream Collet; Komachi scopre la verità su quello che lei credeva un racconto e il suo desiderio di dare una mano attira la farfalla verde che muta nel suo Pinky Catch e la rende in grado di trasformarsi nella Pretty Cure della Tranquillità, Cure Mint. Con quattro di loro, le guerriere riescono ad avere la vittoria, mentre una confusa Karen si domanda perché mai la sua amica sia sul luogo di un altro, cosiddetto, strano evento. |                   |                |
| 5  | Alla ricerca della quinta Pretty Cure 「プリキュアの資格」 - Purikyua no shikaku – "Le qualifiche di una Pretty Cure" | 4 marzo 2007      | 25 maggio 2009 |
| 5  | Nozomi convince le altre a fare una visita a casa di Karen, perché crede che ella sia perfetta per ricoprire il ruolo di guerriera dell'Intelligenza all'interno della squadra. Lì conoscono meglio la sua vita privata, come il fatto che vive da sola col maggiordomo Jii-ya in una grande villa e che i genitori Minako e Taro sono sempre in tour all'estero in qualità di famosi musicisti. La ragazza in ogni caso rifiuta la proposta di unirsi a loro. Poco dopo Bunbee, il capo dei dipendenti della Nightmare che hanno precedentemente attaccato, sferra un colpo: preoccupata, Karen viene incitata da Coco a far posare su di sé la farfalla blu appena giunta, ma il pensiero di aver un'ulteriore responsabilità aggiunta a quelle del consiglio studentesco la fa tentennare e fa di conseguenza svanire la farfalla, impedendole la trasformazione. Le Pretty Cure perdono lo scontro col nemico, ma Nozomi non si dà per vinta perché è sicura che Karen sia la prescelta. |                   |                |
| 6  | Le cinque Pretty Cure 「プリキュア５全員集合！」 - Purikyua Faibu zenin shūgō! – "Le Pretty Cure 5 tutte riunite!" | 11 marzo 2007     | 27 maggio 2009 |
| 6  | Karen ripensa alla frustrazione provata quando non è riuscita a trasformarsi in una Pretty Cure. Nozomi, al contrario, tenta ancora di convincerla a entrare nella squadra, perché sa che rispecchia tutti i criteri necessari di una guerriera. Bunbee torna all'attacco ma, nel momento in cui sta per dare il colpo di grazia alle Pretty Cure, Karen lo interrompe perché non vuole commettere lo stesso errore della volta scorsa e desidera con tutto il cuore salvare le compagne malgrado senza poteri; la farfalla blu invece percepisce il suo volere e questa volta muta nel suo Pinky Catch e la fa trasformare nella Pretty Cure dell'Intelligenza, Cure Aqua. Riunite tutte e cinque, le Leggendarie Guerriere battono prontamente il nemico. |                   |                |
| 7  | La liberazione di Nuts 「親友ナッツ現る！」 - Shinyū Nattsu arawaru! – "Appare l'amico intimo Nuts!" | 18 marzo 2007     | 29 maggio 2009 |
| 7  | Le Pretty Cure 5 liberano l'amico di Coco intrappolato nel Dream Collet, Nuts. Egli si presenta subito diffidente e scontroso nei loro confronti, giudicandole superficiali e non all'altezza della missione affidatagli. Intanto, per una maggiore privacy sugli argomenti riguardanti le Pretty Cure, le ragazze sistemano un vecchio magazzino dismesso in cui ritrovarsi. Al quartier generale della Nightmare Company, Bunbee è nervoso di comunicare il fallimento dei loro attacchi al suo spietato superiore, Kawarino, il quale lo sollecita a fare il suo dovere al meglio. Quando Girinma, mandato ad attaccare dopo qualche giorno di detenzione, rivela che la distruzione del Regno di Palmier è avvenuta a causa di Nuts che, ingannato, ha aperto le porte ai nemici, le Pretty Cure difendono l'amico e gli promettono che insieme riusciranno a ricostruirlo. Il mattino seguente, Nozomi e le altre scoprono che il vecchio magazzino che avevano sistemato è diventato la gioielleria Natts House, aperta da Nattsu, forma umana di Nuts. |                   |                |
| 8  | Una questione di carattere 「相性最悪？りんとかれん」 - Aishō saiaku? Rin to Karen – "Compatibilità peggiore? Rin e Karen" | 25 marzo 2007     | 1º giugno 2009 |
| 8  | La differenza caratteriale tra Rin e Karen porta le due a un continuo scontro, con Komachi, Urara e Nozomi che cercano di farle conciliare. Arachnea però cattura Dream, Lemonade e Mint, chiedendo in cambio il Dream Collet da consegnare alla signora della Nightmare Company, la grande Desparaia, che lo vuole ottenere per realizzare i propri desideri. Rouge e Aqua si ritrovano a collaborare per trarre in salvo le loro compagne. Alla fine, la passione per i fiori e gli obiettivi comuni come Pretty Cure fanno fare pace alle due ragazze. |                   |                |
| 9  | Uno scoop giornalistico 「プリキュアがばれちゃった！？」 - Purikyua ga barechatta!? – "Le Pretty Cure sono esposte!?" | 1º aprile 2007    | 3 giugno 2009  |
| 9  | Mika Masuko, caporedattrice del giornale della scuola, il Cinq Lumière Communication, è nota per essere sempre alla ricerca di nuovi scoop e per scrivere articoli su qualsiasi cosa, alcuni dei quali poco interessanti. Notando come Nozomi e le altre stiano ultimamente sempre insieme nonostante non abbiano nulla in comune, Mika decide di seguirle dopo aver ascoltato parte di una conversazione. Arachnea, tuttavia, la rapisce e domanda alle Leggendarie Guerriere il libro dei sogni in cambio della vita della ragazza. A causa di ciò, le Pretty Cure sono costrette ad esporsi ma grazie al fascino di Nattsu, che convince Mika a non scrivere nulla sulle misteriose guerriere che l'hanno salvata, le loro identità rimangono protette. |                   |                |
| 10 | Le Pretty Cure fanno pubblicità 「腹ペコナッツを救え！」 - Harapeko Nattsu wo sukue! – "Salviamo Nuts dal morire di fame!" | 8 aprile 2007     | 5 giugno 2009  |
| 10 | Nuts si sente senza energie, infatti Coco rivela che non mangia da un paio di giorni perché gli affari della gioielleria aperta di recente non vanno affatto bene. Questo fa notare alle ragazze come il negozio non abbia nessuna clientela e insieme decidono di fare un po' di pubblicità attraverso dei volantini. Nel frattempo Gamao, che ancora non è tornato alla Compagnia dell'Incubo dopo il suo ultimo fallimento per timore dei superiori, è obbligato a cercare un altro lavoro per mantenersi e colpisce le Pretty Cure 5 in preda alla fame, venendo tuttavia ancora sconfitto. Infine, grazie anche agli articoli di giornale di Mika, la Natts House ottiene un grande successo tra la gente. |                   |                |
| 11 | Problemi scolastici per Nozomi 「のぞみとココの熱気球」 - Nozomi to Koko no netsukikyū – "La mongolfiera di Nozomi e Coco" | 15 aprile 2007    | 8 giugno 2009  |
| 11 | Nozomi prende un pessimo voto nell'ultima verifica di matematica e di certo i consigli delle amiche non aiutano, soprattutto quando le sente parlare sulla sua possibile esclusione dalla squadra delle Pretty Cure per farla concentrare solo sugli studi. La ragazza scappa via triste e arrabbiata venendo raggiunta da Kokoda che, per consolarla, la porta a fare un giro in mongolfiera, durante il quale le fa capire che impegnarsi nello studio è importante per ampliare la propria conoscenza e per il proprio futuro. Arachnea, motivata dallo scarso rendimento comunicatole dalla compagnia, attacca con determinazione Nozomi e Coco a mezz'aria, ma con l'arrivo delle altre guerriere viene battuta. Nella successiva verifica, Nozomi soddisfatta comunica alle amiche di aver ottenuto appena la sufficienza ma promette che nella prossima s'impegnerà ad ottenere un risultato migliore. |                   |                |
| 12 | Urara presentatrice 「うららのステージを守れ！」 - Urara no sutēji wo mamore! – "Proteggiamo il palcoscenico di Urara!" | 22 aprile 2007    | 10 giugno 2009 |
| 12 | Accompagnata dal suo manager Washio, a Urara viene offerta la possibilità di presentare uno show dal vivo al parco divertimenti. Tuttavia la ragazza che interpreta il personaggio protagonista si ammala e Nozomi, pur di non far cancellare lo spettacolo della sua amica, si offre come sostituta benché sia impacciata. Girinma si presenta a sorpresa durante la diretta, ma le Pretty Cure facendo credere che si tratti di una parte dello show si trasformano e lo attaccano, riscuotendo un grande successo tra il pubblico. |                   |                |
| 13 | La squadra di calcetto 「りんちゃんの部活決定ーっ！」 - Rin-chan no bukatsu kettei! – "Il club di Rin è deciso!" | 29 aprile 2007    | 12 giugno 2009 |
| 13 | A scuola si stanno per svolgere gli incontri dei club sportivi, ma quest'anno verranno disputati tutti nella stessa giornata. Rin è sorpresa da questa decisione e non sa con quale di essi partecipare, poiché ha promesso a diversi club di aiutarli nelle gare. Intanto Gamao cerca di sottrarre nuovamente il Dream Collet, coinvolgendo i fratellini di Rin, Yu e Ai; furiosa per questo, Cure Rouge insieme alle altre Pretty Cure si appresta a sconfiggerlo. Rin decide infine di non far parte di nessun club, perché sa quanto tempo i fratellini le portino via, ma sono proprio loro a spingerla a coltivare le sue passioni. Dopo le continui pressioni da parte di tutti i club, Rin sceglie dunque di aiutare la squadra di calcetto. |                   |                |
| 14 | L'unione fa la forza 「悩める生徒会長かれん」 - Nayameru seitokaichō Karen – "La presidentessa del consiglio studentesco Karen preoccupata" | 6 maggio 2007     | 15 giugno 2009 |
| 14 | Karen è preoccupata perché si vede costretta a gestire i budget dei club scolastici in qualità di presidentessa del consiglio studentesco. Le lamentele degli studenti sullo scarso finanziamento sembrano non smettere, ma i fondi sono già stati assegnati e Karen non può sottrarli a un gruppo per aumentarli a un altro; con l'aiuto delle amiche, però, fa sì che i vari gruppi collaborino e si uniscano per il bene comune. Anche alla Nightmare Company hanno fatto dei tagli alle spese e Bunbee attacca in prima persona le Pretty Cure che però, grazie all'ottimo lavoro di squadra, lo rimandano indietro. |                   |                |
| 15 | Economia domestica! 「ハッスルのぞみのお手伝い！」 - Hassuru Nozomi no otetsudai! – "L'assistenza frenetica di Nozomi!" | 13 maggio 2007    | 17 giugno 2009 |
| 15 | La madre di Nozomi, Megumi, si prende la febbre e Nozomi si offre di occuparsi della casa al suo posto per lasciarla riposare. Tuttavia la ragazza è un vero disastro e combina solo guai, ma grazie alle altre e alla mamma di Rin, Kazuyo, cerca di portare a termine le faccende domestiche. Andando al supermercato a comprare gli ingredienti per la cena, le Pretty Cure incontrano per caso Gamao e riescono ancora una volta a sconfiggerlo. Megumi sembra recuperare le forze, nonostante sia impensierita dagli incidenti in cucina di sua figlia e le amiche. |                   |                |
| 16 | Komachi scrittrice 「こまち小説家断念！？」 - Komachi shōsetsuka dannen!? – "Komachi smette di fare la scrittrice!?" | 20 maggio 2007    | 19 giugno 2009 |
| 16 | Komachi legge alle sue amiche il suo ultimo romanzo d'avventura e chiede un'opinione in merito a Nattsu, appassionato di lettura, il quale però le dice di non trovarlo affatto un buon libro. Rimastaci male, la ragazza apprezza la sincerità ma si domanda se sia il caso di abbandonare la scrittura. Nattsu capisce così di aver ferito Komachi col suo giudizio e tramite Madoka, la sorella di lei, va a casa sua a chiederle scusa. All'improvviso Arachnea trasporta tutti all'interno della storia scritta da Komachi, a cui tenta di cambiare la trama con lo scopo di rubare il Dream Collet, ma le Pretty Cure con Cure Mint in prima linea riescono a difendersi e a scacciarla. Tornati alla realtà, Nattsu incoraggia Komachi a perseverare nel suo sogno e le consiglia di rivedere la stesura del romanzo, promettendole di rileggerlo. |                   |                |
| 17 | Rin è innamorata 「純情乙女の恋物語」 - Junjō otome no koi monogatari – "La storia d'amore di una fanciulla dal cuore puro" | 27 maggio 2007    | 22 giugno 2009 |
| 17 | Le ragazze notano come Rin si comporta in modo strano e, portandole a casa il borsone degli allenamenti di calcetto che ha dimenticato, scoprono che si è innamorata di un giovane cliente abituale del negozio di fiori della sua famiglia. Per lui realizza un braccialetto simile a quelli che vendono alla Natts House così da dichiarargli i suoi sentimenti, ma quando va a trovarlo apprende che è già fidanzato. La delusione d'amore è forte ma, durante un attacco da parte di Girinma, Rin ha la conferma che può sempre contare su Nozomi e le altre amiche e supera l'accaduto. |                   |                |
| 18 | Un'intervista pericolosa 「突撃！かれんの私生活」 - Totsugeki! Karen no shiseikatsu – "Assalto! La vita privata di Karen" | 3 giugno 2007     | 24 giugno 2009 |
| 18 | A grande richiesta da parte delle studentesse della Cinq Lumière, Mika chiede a Karen un'intervista sulla sua vita privata al di fuori degli impegni scolastici. Nozomi e le altre però credono che l'eccessiva sincerità che caratterizza Karen sia pericolosa per l'identità delle Pretty Cure e si travestono da maggiordomi per tenerla sott'occhio durante l'incontro a casa Minazuki, venendo tuttavia presto smascherate; nell'occasione, Mika scopre gli altri lati nascosti del carattere di Karen, opposti a quelli di ragazza impeccabile e posata quale è conosciuta. Arachnea coinvolge Mika in un suo attacco, ma Cure Aqua e le altre guerriere proteggono la loro amica e la fanno ritirare. In conclusione, Mika si vanta di avere in mano un sacco di foto delle misteriose guerriere che l'hanno ancora salvata ma, poiché non ha chiesto loro il permesso di poterle pubblicare, si deve accontentare dell'articolo su Karen. |                   |                |
| 19 | Il segreto di Urara 「うららの秘密を探れ！」 - Urara no himitsu wo sagure! – "Investighiamo sul segreto di Urara!" | 10 giugno 2007    | 26 giugno 2009 |
| 19 | Urara comincia a comportarsi in modo strano, facendo preoccupare sia le amiche che il padre Michel e il nonno Heizo. Mentre la vedono andare al mercato, decidono tutti insieme di seguirla, ma la perdono di vista quando Urara si accorge di aver perso il suo prezioso quaderno appartenuto alla madre Maria, morta a causa di una grave malattia quando lei era ancora piccola. Dietro alla sparizione c'è Girinma che immobilizza la ragazza, ma le altre Pretty Cure arrivano in suo soccorso e l'aiutano a battere il nemico. Per porre fine alle preoccupazioni della famiglia e degli amici, Urara spiega di aver agito in quel modo perché voleva fare una sorpresa preparando il curry con riso come faceva la sua mamma, così da rendere tutti felici. |                   |                |
| 20 | Le Pretty Cure 5 diventano cantanti 「プリキュア５歌手デビュー！？」 - Purikyua Faibu kashu debyū!? – "Il debutto canoro delle Pretty Cure 5!?" | 24 giugno 2007    | 29 giugno 2009 |
| 20 | Urara riceve l'offerta di debutto come cantante da parte di un produttore di una famosa casa discografica. Tutti la sostengono il più possibile e in ogni modo, ma lei non è tanto sicura poiché si sente sotto pressione e il suo vero obiettivo è diventare un'attrice di teatro proprio come lo era sua madre, portando emozioni alla gente che la guarda. Con l'insostituibile aiuto delle amiche più care, Urara chiarisce le sue idee e decide di salire sul palco; dietro le quinte, tuttavia, Gamao la trattiene e la obbliga insieme alle altre guerriere a rispondere all'attacco. Successivamente, cantando il nuovo singolo scritto di suo pugno di fronte a una grande folla, Urara festeggia il successo del debutto come cantante assieme alle amiche. |                   |                |
| 21 | Una nuova amica 「お世話役見習いミルク登場！」 - Osewayaku minarai Miruku tōjō! – "Appare l'apprendista custode Milk!" | 1º luglio 2007    | 1º luglio 2009 |
| 21 | Nozomi trova un peluche abbandonato per strada e decide di portarlo via con sé ma, quando lo sorprende a mangiare il suo dolcetto dopo che anche il suo pranzo è sparito misteriosamente dalla borsa, scopre che è animato ed è una creatura sopravvissuta alla distruzione del Regno di Palmier di nome Milk, dall'aspetto carino ma dal carattere molto furbo e arrogante. Quest'ultima si presenta come apprendista custode di Coco e Nuts, rivelando come loro abbiano guidato il popolo del regno fino all'ultimo in veste di principi. Sin da subito, Milk non vede affatto di buon occhio Nozomi, con cui comincia a litigare. Durante un attacco di Girinma verso Coco e Nuts, però, dimostra coraggio nonostante la paura e apprezza meravigliata come Cure Dream e le altre Pretty Cure combattano con tutte le energie per difenderli, sebbene non si fidi completamente di loro e pensi che non si prendano cura dei principi nei dovuti modi. |                   |                |
| 22 | Il rapimento di Milk 「ミルクの家出で大騒ぎ！」 - Miruku no iede de ōsawagi! – "La fuga tumultuosa di Milk!" | 8 luglio 2007     | 3 luglio 2009  |
| 22 | Milk cerca di rendersi utile alla Natts House, ma non fa altro che combinare pasticci; viene quindi rimproverata da Coco e Nuts e, offesa, decide di andare via da loro. Arachnea tuttavia la rapisce e cerca di barattarla con le Pretty Cure in cambio del Dream Collet, ma non ci riesce. Tornata a casa, Milk capisce di essere ben accolta dal gruppo e si scusa per il suo comportamento. |                   |                |
| 23 | Le Pretty Cure si separano 「大ピンチ！悪夢の招待状」 - Dai pinchi! Akumu no shōtaijō – "Grande crisi! L'invito dagli incubi" | 15 luglio 2007    | 6 luglio 2009  |
| 23 | L'ennesimo litigio tra Nozomi e Milk fa sì che una decorazione per la Natts House a cui si stava lavorando da tempo vada in mille pezzi; ciò innesca un ulteriore litigio fra tutte ragazze in cui volano parole pesanti e porta a un distacco. Intanto Girinma è obbligato ad accettare la proposta di indossare la maschera data dal Foglio Nero, che gli garantisce più potere ma gli toglie ogni volontà e lo rende un mostro non più in grado di tornare come prima. Attraverso un diabolico piano messo in atto da Kawarino, che ne prevede la sconfitta quando sono separate, Girinma ha la meglio prima su Cure Aqua e Cure Mint, poi su Cure Rouge e Cure Lemonade. Le quattro guerriere vengono catapultate ciascuna in una realtà distorta che prende spunto dai loro peggiori incubi e le fa soccombere all'oscurità. Nozomi, rimasta sola con Coco, Nuts e Milk, riceve la visita di Kawarino che le comunica la vicenda e le chiede il Dream Collet, ma lei non si fa intimorire e si dice disposta a rompere l'oggetto se non viene accompagnata dalle amiche per poterle liberare. Giunti al quartier generale nemico, al cospetto di Desparaia, la donna a capo dell'organizzazione che desidera l'immortalità, Nozomi vede le altre Pretty Cure con indosso la maschera bianca dei Nightmare. |                   |                |
| 24 | Le cinque Sfere di Luce 「新たなる５人の力！」 - Aratanaru go-nin no chikara! – "Il nuovo potere delle cinque ragazze!" | 22 luglio 2007    | 8 luglio 2009  |
| 24 | Vedendo le proprie amiche sotto il controllo dei nemici, Nozomi non esita un istante a tentare di liberarle, ma anche lei, influenzata dai pensieri di Desparaia e Kawarino, perde la speranza e si lascia imporre la Maschera della Disperazione. Tutte e cinque le Leggendarie Guerriere, ormai impotenti e prive di resistenza, vengono fatte precipitare in un baratro senza fine, seguite da Coco il quale si getta nel tentativo di risvegliarle. Nell'abisso oscuro, le ragazze immaginano e si autoconvincono di stare vivendo una realtà felice, ma Coco riesce a mandare in frantumi la maschera di Dream e assieme a lei risveglia anche Rouge, Lemonade, Mint e Aqua. Kawarino, furioso per la disfatta del suo piano, ordina dunque a Girinma divenuto mostro di attaccarle e cerca di metterle l'una contro l'altra, ma l'amicizia tra le Pretty Cure si è appena risaldata e la loro speranza di ripristinare il Regno di Palmier unita a quella di Milk fa sbloccare il potere del Symphony Set, con cui distruggono il nemico. Finita la battaglia, le ragazze ricreano una nuova decorazione per il negozio. |                   |                |
| 25 | Corso di allenamento estivo 「プリキュア合宿大作戦！」 - Purikyua gasshuku daisakusen! – "Il grande progetto di allenamento delle Pretty Cure!" | 29 luglio 2007    | 10 luglio 2009 |
| 25 | Nozomi ha l'idea di svolgere un corso di allenamento delle Pretty Cure durante le imminenti vacanze estive alla villa al mare di proprietà della famiglia di Karen. Le altre ragazze accolgono la proposta ma hanno qualche divergenza sui bagagli da portare, soprattutto sul cibo. Nel frattempo alla Nightmare, visto che il recente scontro non ha portato gli esiti sperati, Arachnea si offre volontaria per attaccare le Pretty Cure e riesce a metterle in grossa difficoltà; tuttavia Cure Dream non si lascia abbattere facilmente e questo le permette di evocare una nuova arma, la Dream Torch del Symphony Set, con cui sconfigge la nemica. |                   |                |
| 26 | Una vacanza meravigliosa 「ロマンス全開リゾートライフ！」 - Romansu zenkai rizōto raifu! – "Una vita al resort molto romantica!" | 5 agosto 2007     | 13 luglio 2009 |
| 26 | Le Pretty Cure 5 si dirigono a bordo di uno yacht verso l'isola dov'è situato il resort della famiglia di Karen per trascorrervi le vacanze estive. Qui, esplorano il posto e sperimentano varie attività come la pesca e le immersioni, concludendo con un grande barbecue. Komachi sembra sviluppare un legame amoroso con Nattsu, così come Nozomi con Kokoda. Anche Gamao si trova sull'isola e coglie l'occasione per sferrare un attacco, ma Cure Mint non sopporta che il posto venga distrutto e ciò determina l'evocazione di una sua nuova arma, la Mint Leaf del Symphony Set, con cui spazza via il nemico. |                   |                |
| 27 | I fantasmi non esistono 「りんちゃんイケメン幽霊とデート！？」 - Rin-chan ikemen yūrei to dēto!? – "Rin ha un appuntamento con un affascinante fantasma!?" | 12 agosto 2007    | non trasmesso  |
| 27 | Le ragazze decidono di andare a esplorare il vecchio edificio scolastico, non più utilizzato, nonostante Rin abbia paura degli spettri quando sente Komachi raccontare che in principio era la dimora del Conte Rosett, il cui fantasma torna a visitarla ogni anno nel giorno in cui ricorre la tragica morte mai accettata della fidanzata. Arachnea, consigliata dalla compagnia, cerca in tutti i modi di spaventare le Pretty Cure per indebolirle. Ipotizzando che il fantasma l'abbia scambiata per la sua amata, vista la somiglianza in un dipinto, le amiche chiedono a Rin, impaurita, di farsi trovare da lui per comunicargli di stare sbagliando persona. Quando tutto sembra funzionare, Arachnea si palesa e cerca di demolire la villa del Conte Rosett, facendo arrabbiare Cure Rouge che ha capito il valore che rappresenta per lui e risponde all'attacco evocando una nuova arma, la Rouge Tact del Symphony Set, con cui mette in fuga la nemica. Prima di scomparire, il fantasma del Conte Rosett ringrazia Rin per aver protetto il suo tesoro, rivelandosi in fondo una brava persona di cui non c'è nulla da temere. |                   |                |
| 28 | Lo stand di granite 「こまちの夏祭り奮闘記」 - Komachi no natsumatsuri funtōki – "Le cronache del festival estivo di Komachi" | 19 agosto 2007    | 15 luglio 2009 |
| 28 | Per il consueto festival estivo, Komachi si occupa dello stand di granite che sua famiglia allestisce ogni anno. Con l'aiuto delle amiche pensa di introdurre qualche novità, ma si demoralizza quando scopre che il carico di ghiaccio che doveva essere consegnato a domicilio è sparito; Karen la sprona, come a sua volta fece lei in passato quando diventarono amiche, a tentare di contattare altre aziende dove poterlo comprare, ma non trova nulla. Senza il materiale a disposizione, però, le ragazze hanno la brillante idea di usare altri ingredienti appena in tempo per la festa. Gamao si rivela essere il responsabile della sparizione del ghiaccio, scatenando la rabbia delle Pretty Cure, in particolare di Cure Aqua, la quale per difendere il duro lavoro di Komachi riesce ad evocare una nuova arma, l'Aqua Ribbon del Symphony Set, con cui fa scappare il nemico. La variante nuova delle granite, infine, riscuote un grande successo tanto da tenere tutti impegnati nello stand. |                   |                |
| 29 | Ciak: Pretty Cure si gira 「のぞみの一日マネージャー」 - Nozomi no ichinichi manējā – "La giornata da manager di Nozomi" | 26 agosto 2007    | 17 luglio 2009 |
| 29 | Nozomi non sa che argomento trattare nella tesina sul progetto estivo, quindi Urara le propone di accompagnarla al lavoro per trovare uno spunto. Sul set cinematografico in cui si sta girando, Nozomi viene scambiata per la manager di Urara e nel momento del bisogno si dimostra piuttosto brava a gestire la situazione. Le riprese della serie televisiva storica, a cui partecipano all'ultimo momento come comparse sia le altre ragazze che Kokoda e Nattsu vestiti in kimono, vengono interrotte da Bunbee, il quale è preoccupato che Kawarino lo possa declassare o sostituire all'interno della Nightmare se non si impegna ad eliminare le Pretty Cure. Cure Lemonade alla vista delle compagne in difficoltà riesce ad evocare la sua nuova arma, la Lemonade Castanet del Symphony Set, con cui sconfigge il nemico. A fine giornata, Nozomi realizza di non aver ancora fatto la sua ricerca scolastica, ma le amiche le suggeriscono di trarre ispirazione dall'esperienza appena vissuta come manager di una persona dello spettacolo. |                   |                |
| 30 | La forza dell'amicizia 「ミルクの決意とみんなの力！」 - Miruku no ketsui to minna no chikara! – "La determinazione di Milk e il potere di tutti!" | 2 settembre 2007  | 20 luglio 2009 |
| 30 | Durante una furiosa lite, Milk accusa Nozomi di non avere né alcuno scopo nella vita né le qualità per essere una Pretty Cure, ma subito dopo si pente al pensiero di averla avvilita e lasciata senza parole. Nel frattempo Arachnea, desiderosa di gloria, implora Kawarino di darle lo stesso Foglio Nero che ha utilizzato Girinma nella sua ultima battaglia per farle acquisire maggior potere, ma Bunbee le sconsiglia di farne uso. Inversamente, la donna sceglie di indossare la maschera data dal Foglio Nero che la tramuta in un mostro quando sferra un violento attacco ai danni delle Pretty Cure, le quali si riprendono dopo un visibile svantaggio solo con l'arrivo di Cure Dream. Milk si scusa con quest'ultima per quanto successo e, unendosi a lei, permette all'intero gruppo di guerriere di annientare definitivamente Arachnea. |                   |                |
| 31 | Un nuovo nemico 「のぞみとココのラブレター事件！」 - Nozomi to Koko no raburetā jiken! – "Il caso delle lettere d'amore di Nozomi e Coco!" | 9 settembre 2007  | 22 luglio 2009 |
| 31 | Nozomi scopre che Kokoda riceve molte lettere d'amore da parte delle studentesse e diventa gelosa, nonché delusa quando viene a sapere che lui le accetta tutte. Alla Nightmare Company, Bunbee viene declassato a semplice impiegato mentre entrano in scena due nuovi dirigenti, Bloody e Hadenya, che in passato hanno contribuito alla distruzione del Regno di Palmier. Lo scontro tra le Pretty Cure e Hadenya si rivela piuttosto difficile, ma Cure Dream è determinata a batterla. Infine, spronato da Nattsu, Kokoda si mostra più sincero verso Nozomi, dicendole di non corrispondere i sentimenti di nessuna delle studentesse a cui ha risposto e che lei è l'unica alla quale ha veramente voluto scrivere una lettera. |                   |                |
| 32 | Un matrimonio da favola 「りんちゃんのハッピーウェディング」 - Rin-chan no happī wedingu – "Il felice matrimonio di Rin" | 16 settembre 2007 | 24 luglio 2009 |
| 32 | Meravigliata dai piccoli gioielli e accessori da lei creati, Miku Suehiro, un'amica della sorella di Komachi, chiede a Rin di creare un diadema da indossare assieme al vestito da sposa per il suo ormai prossimo matrimonio. La ragazza accetta ben volentieri, ma crede di non essere all'altezza di tale responsabilità e ha qualche momento di sconforto. Gamao, nuovamente in accordo con la Compagnia dell'Incubo, irrompe durante la cerimonia ma le Pretty Cure riescono a sconfiggerlo. Il matrimonio infine termina in felicità e il diadema creato da Rin viene apprezzato da tutti. |                   |                |
| 33 | Un vero scoop 「大スクープ！プリキュア５独占取材！」 - Dai sukūpu! Purikyua Faibu dokusen shuzai! – "Grande scoop! L'intervista esclusiva alle Pretty Cure 5!" | 23 settembre 2007 | 27 luglio 2009 |
| 33 | A seguito di una notizia pubblicata sul capitano della squadra di calcetto, rivelatasi poi infondata, Mika decide di abbandonare il ruolo di caporedattrice del giornale della scuola. Nozomi e le altre cercano di farle cambiare idea, ma lei afferma di aver sbagliato e perciò di voler chiudere il club di giornalismo, in cui è rimasta sola poiché le altre componenti se ne sono andate via proprio a causa del suo comportamento impulsivo verso qualsiasi scoop. Mika viene presa di mira durante un attacco di Bunbee, tuttavia le Pretty Cure accorrono in suo aiuto e, terminato il combattimento, acconsentono a farsi intervistare da lei, così da riaccenderle la passione per il giornalismo. Il giorno seguente, infatti, Mika riscrive l'articolo sul capitano di calcetto, apportando le dovute correzioni, assieme ad uno sulle Pretty Cure. |                   |                |
| 34 | Milk sta male 「ミルクを守れ！白馬の騎士かれん」 - Miruku wo mamore! Hakuba no kishi Karen – "Proteggi Milk! Il cavaliere Karen sul bianco destriero" | 30 settembre 2007 | 29 luglio 2009 |
| 34 | Milk è ammalata con la febbre alta e per guarirla c'è bisogno di un Pinky, tuttavia non ancora catturato. Mentre il gruppo va alla ricerca del Pinky, Karen si offre per prendersi cura di Milk, chiedendo consigli anche al suo maggiordomo Jii-ya su come si occupava di lei in queste situazioni quando era piccola. Hadenya sferra un attacco bersagliando Milk che conserva il Dream Collet, ma Cure Aqua le sbarra la strada e non le permette di raggiungere la sua amica; ne consegue un accesso combattimento tra le due in sella ai cavalli, in cui a spuntarla è la Pretty Cure. Più tardi, il Pinky curativo guarisce Milk, la quale ringrazia Karen per tutto quello che ha fatto per lei. |                   |                |
| 35 | La chiave della speranza 「ナッツの鍵とこまちの心」 - Nattsu no kagi to Komachi no kokoro – "La chiave di Nuts e il cuore di Komachi" | 7 ottobre 2007    | 30 luglio 2009 |
| 35 | Dopo varie stesure, Komachi riesce a completare il suo romanzo d'avventura e a farlo apprezzare a Nattsu. Quest'ultimo, però, appare preoccupato: infatti, rimasto solo con Komachi durante un'uscita di gruppo, subisce un attacco da parte di Bloody che cerca di alimentare i suoi sensi di colpa di quando in passato ha aperto le porte del Regno di Palmier ai nemici, portandolo alla rovina. Secondo Bloody, Nuts non ha quindi il diritto di custodire il Dream Collet e, servendosi poco del combattimento ma utilizzando le parole, lo induce a consegnarglielo di spontanea volontà. Cure Mint è pronta a prendere le sue difese e a spronarlo a non ascoltare le parole del nemico che poco dopo, con l'arrivo delle altre guerriere, abbandona il campo. Nattsu suggerisce a Komachi di prendersi maggiormente cura di se stessa, la quale, felice, il giorno seguente inizia la scrittura di un nuovo romanzo rosa che tratta di una donna che ha finalmente trovato qualcuno che le ha fatto risplendere il cuore. |                   |                |
| 36 | L'importante è partecipare 「目指せ完走！マラソン大会」 - Mezase kansō! Marason taikai – "Punta al traguardo! La maratona" | 14 ottobre 2007   | 31 luglio 2009 |
| 36 | Rin spinge Nozomi ad allenarsi per la maratona a cui tutti gli studenti della Cinq Lumière dovranno partecipare, ma a lei non piace e non ne vuole sapere. Insieme alle altre ragazze, Nozomi non ha altra scelta se non allenarsi col sostegno di Rin, la quale però sviene per il troppo affaticamento tra i vari impegni ma spiega di darsi tanto da fare per l'amica perché desidera ricambiarle un favore dei tempi delle elementari. Nel frattempo Kawarino avvicina di nuovo Gamao e gli fa avere il Foglio Nero da utilizzare in caso di emergenza contro le Pretty Cure. Il giorno della maratona, quest'ultimo devia il percorso per Nozomi e le altre, conducendole in un vicolo cieco dove le attacca; le Pretty Cure sono stanche per via della maratona ma, prima che possano essere colpite, la maschera del Foglio Nero s'incolla improvvisamente sul viso di Gamao e lo trasforma in un mostro. Dopo aver sconfitto definitivamente il nemico, Nozomi e le altre riprendono la maratona arrivando tuttavia ultime, ma felici di aver raggiunto insieme il traguardo. |                   |                |
| 37 | La dieta di Coco 「ココのヘルシー大作戦！」 - Koko no herushī daisakusen! – "Il grande piano salutare di Coco!" | 21 ottobre 2007   | 3 agosto 2009  |
| 37 | Le ragazze, Nuts e Milk si accorgono che Coco recentemente ha preso qualche chilo di troppo e, poiché lui sembra non preoccuparsene, decidono di metterlo a dieta e fargli fare esercizio, privandolo dei suoi bignè alla crema. Tutti insieme cercano di preparare qualcosa che possa dargli energia ma che allo stesso tempo sia poco calorico, ma le diverse idee non vanno a buon fine. Hadenya, spacciandosi per la proprietaria di un chiosco di dolci, attira Coco in una trappola per farsi consegnare il Dream Collet. Le Pretty Cure fortunatamente lo salvano e in seguito gli fanno assaggiare il piatto che hanno fatto apposta per lui, con poche calorie ma dal sapore ottimo; ironicamente, avendo assaggiato durante tutti i tentativi di preparazione, anche Milk ha preso qualche chilo. |                   |                |
| 38 | La nuova storia di Cenerentola 「プリキュア５のシンデレラ物語」 - Purikyua Faibu no Shinderera monogatari – "La fiaba di Cenerentola delle Pretty Cure 5" | 28 ottobre 2007   | 4 agosto 2009  |
| 38 | Milk si fa prestare il libro della fiaba di Cenerentola come spunto per scrivere un romanzo suo. La piccola decide prima di leggerlo e poi di ricopiarlo per aiutarsi a imparare nuovi termini ed espressioni nonché a curare la forma grammaticale. Tuttavia poco dopo, annoiandosi nello riscrivere parola per parola, sceglie di apportare qualche modifica alla storia ponendo Nozomi nei panni di Cenerentola, Komachi in quelli della matrigna, Rin e Karen in quelli delle due sorellastre e Urara in quelli della fata madrina che fornisce alla protagonista il bellissimo vestito per poter partecipare al ballo dei principi, interpretati da Kokoda e Nattsu. Bunbee prende in ostaggio Milk e fa catapultare tutto il gruppo realmente nella fiaba, venendo però sconfitto lo stesso. Col finale della storia salvo, le Pretty Cure tornano alla normalità con appresso la scarpetta di cristallo, quasi a simboleggiare come la fiaba stia continuando nella realtà, per quanto Milk affermi che calzi perfetta a lei. |                   |                |
| 39 | Appare Desparaia 「恐怖！デスパライア現る」 - Kyōfu! Desuparaia arawaru – "Spaventoso! Appare Desparaia" | 11 novembre 2007  | 5 agosto 2009  |
| 39 | In una giornata tranquilla e senza scuola per le ragazze, ognuna delle quali impegnata nelle proprie cose, Nozomi trascorre il pomeriggio in compagnia di Kokoda e Nattsu. Nel frattempo, senza avviso alcuno, Desparaia si reca al di fuori della sede della Nightmare per studiare di persona le Pretty Cure che la ostacolano dal mettere le mani sul Dream Collet. Kokoda è felice di come Nozomi stia migliorando nello studio e vorrebbe starle accanto, ma sa che prima o poi dovrà dirle addio dal momento che è un regnante di Palmier. Rimasti soli, Nozomi e Kokoda s'imbattono in colei che si rivela essere Desparaia: servendosi in battaglia di guerrieri ombra, la donna tenta di soggiogare la mente di Dream per farle perdere le speranze contro di lei, ma non funziona e, dopo l'arrivo di Rouge, Lemonade, Mint e Aqua, sceglie di ritirarsi. |                   |                |
| 40 | Incontro con la preside 「理事長の正体を探れ！」 - Rijichō no shōtai wo sagure! – "Investighiamo sull'identità della preside!" | 18 novembre 2007  | 6 agosto 2009  |
| 40 | Tutti gli studenti della Cinq Lumière, in particolare Karen come presidentessa del consiglio studentesco, vorrebbero conoscere la preside perché non l'hanno mai vista e al suo posto hanno sempre fatto riferimento al vice preside. Karen desidera ringraziarla di persona per l'efficiente manutenzione dell'istituto e si domanda se sia offesa per qualcosa detta in una recente intervista al giornale della scuola. Recandosi nel suo ufficio, insieme a Nozomi e le altre, trova Hadenya a spacciarsi per la vera preside e pronta a sferrare un attacco. Le Pretty Cure riescono a difendere la loro scuola e inoltre vengono a conoscenza che la loro preside non è altri che Otaka, l'amichevole donna della mensa dell'istituto, che ha deciso di camuffarsi e tenere segreta la sua identità per poter continuare a dare consigli come faceva da professoressa agli studenti, i quali da quando è diventata preside non la interpellano più. |                   |                |
| 41 | Quando la sintonia è perfetta 「伝わる気持ち こまちとうらら」 - Tsutawaru kimochi Komachi to Urara – "Sentimenti compresi: Komachi e Urara" | 25 novembre 2007  | 7 agosto 2009  |
| 41 | Urara deve sostenere il provino per un ruolo in una serie televisiva e le viene affidato il compito di improvvisare l'ultima battuta del suo personaggio, ma non è convinta delle sue idee a tal proposito. Similmente, Komachi ha difficoltà a concludere il suo nuovo romanzo e teme di aver ferito Urara con la sua reazione di scarso interesse quando quest'ultima le domanda di aiutarla. Le due amiche si confidano a vicenda i propri pensieri e comprendono i rispettivi stati d'animo, ma Bloody le prende di mira ancora una volta per farsi consegnare il Dream Collet: separate, le Pretty Cure convergono i loro poteri grazie alla forza del pensiero e scacciano l'avversario. Alla fine Urara sceglie di non far dire nessuna battuta al suo personaggio, basando la scena sul pensiero e lo sguardo tra lei e l'altro attore, così come fa Komachi per completare il suo manoscritto. |                   |                |
| 42 | Il segreto di Rin e Karen 「りんとかれんのひそかな約束」 - Rin to Karen no hisokana yakusoku – "La promessa segreta di Rin e Karen" | 2 dicembre 2007   | 10 agosto 2009 |
| 42 | In procinto delle feste natalizie, la Natts House mette in sconto la merce, viene addobbata con decorazioni, e Rin e Karen vengono incaricate di occuparsi assieme delle composizioni floreali. Nonostante in passato non siano mai andate molto d'accordo, aiutando momentaneamente nel negozio di fiori della madre di Rin, le due ragazze scoprono di avere molte cose in comune, tra cui l'incertezza su cosa fare in futuro; entrambe si scambiano così la promessa di dirsi il loro sogno prima di chiunque altro una volta che l'avranno capito. Bunbee torna a colpire con un attacco, che tuttavia Cure Rouge e Cure Aqua, sostenute dalle loro compagne, sventano. Grazie alle parole di apprezzamento riservate loro dalle amiche, Rin e Karen capiscono che qualunque sia il loro sogno deve saper rendere felici le persone. |                   |                |
| 43 | Un sogno per due 「こまちの決意とナッツの未来」 - Komachi no ketsui to Nattsu no mirai – "La determinazione di Komachi e il futuro di Nuts" | 9 dicembre 2007   | 11 agosto 2009 |
| 43 | Komachi continua ad avere problemi nella scrittura del suo romanzo rosa e si chiude in sé perché s'imbarazza a confessare alle amiche che i protagonisti del racconto sono ispirati a lei e Nattsu. La ragazza associa la sua poca inventiva nel concluderlo col fatto di non voler dire addio a Nattsu quando il sogno di ripristinare il Regno di Palmier verrà compiuto. Intanto Hadenya, stanca delle pressioni di Kawarino, avvia un duro scontro con le Pretty Cure. Cure Mint si sente debole e in conflitto con se stessa, ma grazie alle parole confortevoli di Nattsu e alle altre Pretty Cure, realizza che il sogno di ripristinare il Regno di Palmier è anche suo, sebbene in futuro questo la porti a dire addio a Nattsu; con la determinazione nel cuore, la guerriera sbaraglia Hadenya, che si ritira. Per quanto riguarda il romanzo, Komachi decide di rimandare la conclusione, concentrandosi più sul presente che sul futuro. |                   |                |
| 44 | La dedizione di Milk 「お世話役ってどんな人？」 - Osewayaku tte don'na hito? – "Che tipo di persona dev'essere un assistente?" | 16 dicembre 2007  | 12 agosto 2009 |
| 44 | Milk si rende conto che Coco e Nuts sanno badare a se stessi anche senza di lei e si sente inutile nel suo ruolo di apprendista custode. Triste a causa di ciò, per capire meglio come migliorare nel suo incarico, chiede suggerimenti ad ognuna delle ragazze che, inconsapevolmente, la indirizzano a seguire l'esempio di Nozomi. Coco e Nuts, andati a cercare Milk per timore che possa essersi cacciata in qualche guaio, s'imbattono in Hadenya, non ancora tornata alla Nightmare dopo il precedente scontro che l'ha vista perdere. Le Pretty Cure accorrono sul posto allo stesso modo di Kawarino che, fingendo di volerla aiutare a diventare più forte, fa indossare la maschera del Foglio Nero ad Hadenya contro il suo volere e la fa trasfigurare in un mostro. Milk, incitata dalle belle parole nei suoi confronti, aiuta le Leggendarie Guerriere ad eliminare definitivamente Hadenya e, di nuovo col buonumore, torna a svolgere il suo ruolo di apprendista custode nel migliore dei modi. |                   |                |
| 45 | Desideri sotto l'albero 「のぞみとココのクリスマスの誓い」 - Nozomi to Koko no Kurisumasu no chikai – "Il voto di Natale di Nozomi e Coco" | 23 dicembre 2007  | 13 agosto 2009 |
| 45 | Le Pretty Cure 5 catturano il penultimo Pinky. Mancandone solo uno per ripristinare il Regno di Palmier, Nozomi è felice di aver investito molte energie nell'impresa, ma allo stesso tempo sente avvicinarsi la separazione da Coco e si rattrista al pensiero di non poterlo più vedere perché o lui o Nuts sarà il nuovo sovrano che guiderà il loro popolo. Bloody sceglie di colpire prevalentemente Cure Dream, offuscandole la mente e sostenendo che il gruppo è destinato a sgretolarsi senza di lei come solida leader, ma non ci riesce perché la guerriera mette subito in chiaro la sua determinazione a riportare il Regno di Palmier all'antico splendore. Successivamente Nozomi sfoga la sua tristezza a lungo trattenuta a Kokoda, ma entrambi sotto l'albero di Natale della città promettono di non dimenticarsi dei bei momenti trascorsi assieme quando saranno lontani. |                   |                |
| 46 | Kawarino scende in campo 「カワリーノ非情の策略！」 - Kawarīno hijō no sakuryaku! – "La spietata strategia di Kawarino!" | 6 gennaio 2008    | 14 agosto 2009 |
| 46 | Bunbee viene lasciato alla sua sorte dopo aver chiesto invano le dimissioni da Kawarino, che lo butta giù dal tetto del grattacielo della Nightmare Company. Nel frattempo, le Pretty Cure si mettono alla ricerca dell'ultimo Pinky e, quando lo trovano, vengono ostacolate da Bloody; il nemico sfrutta tutte le sue abilità per ottenere il Dream Collet, pur di non indossare la maschera del Foglio Nero comparsa tra le sue mani, venendo tuttavia sopraffatto lo stesso. Comunicando la notizia che tutti i Pinky sono stati catturati, Bloody viene ucciso per mano di Kawarino che, ritenendolo non più utile per la compagnia, lo immobilizza e gli impone la maschera nera, facendolo affogare in una pozza. Kawarino riesce poi a sottrarre con l'inganno il Dream Collet e tutti i suoi cinquantacinque Pinky alle Pretty Cure, le quali rimangono sconcertate a un passo dallo scopo che tanto hanno faticato a raggiungere. |                   |                |
| 47 | Alla ricerca del Dream Collet 「ドリームコレットを取り戻せ！」 - Dorīmu Koretto wo torimodose! – "Riprendiamo il Dream Collet!" | 13 gennaio 2008   | 17 agosto 2009 |
| 47 | Avviliti per aver perso il Dream Collet, Nozomi propone alle altre di andare a riprenderlo dai nemici prima che sia troppo tardi. Kawarino sbarra loro la strada e le affronta al cospetto della grande Desparaia, a cui ribadisce la sua lealtà consegnandole l'oggetto che ha sottratto. Le Pretty Cure lottano senza mai perdere la speranza, all'inverso di Milk che cede alla maschera dei Nightmare quando Kawarino le ricorda di essere entrato in possesso del libro dei sogni proprio grazie a lei. Pronta ad ottenere l'eterna giovinezza che ha da sempre anelato e a governare l'universo portando desolazione, Desparaia utilizza il Dream Collet e realizza la sua volontà, esaurendone per sempre il potere e disperdendo nell'aria tutti i Pinky raccolti all'interno. |                   |                |
| 48 | Verso la battaglia finale 「希望ＶＳ絶望 最後の対決！」 - Kibō tai zetsubō Saigo no taiketsu! – "Speranza contro disperazione: l'ultimo conflitto!" | 20 gennaio 2008   | 18 agosto 2009 |
| 48 | Con il Dream Collet ormai inutilizzabile, poiché Desparaia ha espresso l'unico desiderio concesso, Coco e Nuts vedono sfumare la possibilità di ripristinare il Regno di Palmier. Le Pretty Cure si fanno prendere dalla disperazione, alimentata da Kawarino, ma pensare al loro futuro e alle loro ambizioni le desta e rende inefficaci gli attacchi nemici. Quando si scopre che gli abitanti di Palmier non si sono estinti ma soltanto soggiogati nelle mani della Nightmare Company, Coco e Nuts sono felici e, attraverso parole di speranza di ricostruire il regno con le loro sole forze, riescono a liberare tutti, compresa Milk, aiutando poi le Pretty Cure a battere definitivamente Kawarino. |                   |                |
| 49 | La rivincita dell'amicizia 「夢と希望のプリキュア５！」 - Yume to kibō no Purikyua Faibu! – "Le Pretty Cure 5 di sogni e speranze!" | 27 gennaio 2008   | 19 agosto 2009 |
| 49 | Desparaia, conscia della sua supremazia, dà inizio a una battaglia per mezzo dei suoi guerrieri ombra. La donna tuttavia non comprende come facciano le Pretty Cure a non soccombere allo sconforto, visto che hanno perso tutto, e si dispera perché, sebbene abbia ottenuto la giovinezza eterna e la dominazione del mondo, si sente angosciata. Cure Dream capisce che anche Desparaia ha un cuore e, annullando la metamorfosi seguita poi dalle compagne, le si avvicina e la convince ad abbandonare il suo piano con parole di speranza e amicizia. La breve ricomparsa di Kawarino che viene trascinato da Bloody nella sua medesima pozza oscura, però, manda i poteri di Desparaia fuori controllo, tanto che lei stessa chiede di essere annientata per porre fine alla distruzione. Le Pretty Cure 5 terminano la loro missione e si rivolgono al futuro, sconfiggendo a malincuore Desparaia che svanisce purificata, mentre Coco e Nuts, insieme a tutti i sudditi che li hanno eletti entrambi come regnanti, si preparano a tornare nel Regno di Palmier e a ricostruirlo dalle fondamenta. |                   |                |